# Distrikt Oxamarca
Der Distrikt Oxamarca liegt in der Provinz Celendín in der Region Cajamarca in Nordwest-Peru. Der Distrikt wurde am 27. Dezember 1923 gegründet. Er besitzt eine Fläche von 282 km². Beim Zensus 2017 wurden 5907 Einwohner gezählt. Im Jahr 1993 lag die Einwohnerzahl bei 5945, im Jahr 2007 bei 6425. Sitz der Distriktverwaltung ist die 2818 m hoch gelegene Ortschaft Oxamarca mit 343 Einwohnern (Stand 2017). Oxamarca befindet sich 21 km südsüdöstlich der Provinzhauptstadt Celendín.

## Geographische Lage
Der Distrikt Oxamarca liegt an der Ostflanke der peruanischen Westkordillere im äußersten Südosten der Provinz Celendín. Der Distrikt liegt am Westufer des nach Norden strömenden Río Marañón. Dessen Nebenflüsse Río Miriles und Río Cantange begrenzen das Areal im Süden und im Norden.
Der Distrikt Oxamarca grenzt im Süden an die Distrikte José Sabogal und Gregorio Pita (beide in der Provinz San Marcos), im äußersten Südwesten an den Distrikt La Encañada (Provinz Cajamarca), im Nordwesten an den Distrikt Sucre, im Norden an den Distrikt Jorge Chávez sowie im Osten an die Distrikte Chuquibamba (Provinz Chachapoyas) und Longotea (Provinz Bolívar).

## Ortschaften
Im Distrikt gibt es neben dem Hauptort folgende größere Ortschaften:
- Cocan
- Conga del Granero
- El Verde
- La Quinua
- Piobamba
- Quillamachay
- San Juan de Piobamba
- Tallambo
- Yerba Buena Baja